# Liolaemus alticolor
Liolaemus alticolor, la lagartija rayada nortina o lagartija gris estriada, es una especie de lagartija de la familia Liolaemidae. Es originaria de Bolivia, Chile y Perú, aunque también se ha reportado en el norte de Argentina.
Es de tamaño pequeño, con una longitud de 54,1 mm entre hocico y cloaca. Esta especie tiene dimorfismo sexual: el macho presenta una banda rojiza a los costados del abdomen,  que la hembra no posee.